# 텍사스주거생활위원회 대 포괄공동체사업연대 소송
대법원 사건 ‘텍사스주거생활위원회 대 포괄공동체사업연대’, 미국 576번 ___쪽(2015년)에서, 법원은 평등주거법에 [간접]차별 [영향] 혐의를 의회가 특정하게 의도해서 담았다고 판단했지만 그런 혐의는 원고가 그것이 차별을 일으키는 피고의 정책임을 증명하는 것을 요구하게 한다고 판단했다.
평등주거법은 장애로 인한 차별을 금지한다.